# Copa Perú 1967
La Copa Perú 1967 fue la primera edición en la historia de la competición. El torneo otorgó tres cupos al torneo de Primera División y finalizó el 28 de mayo tras terminar el hexagonal final que tuvo como campeón al Alfonso Ugarte de Chiclín.

## Etapa Regional
Esta etapa se jugó con 24 equipos luego de la finalización de la "Etapa Departamental" que clasificó al equipo campeón de cada Departamento del Perú a excepción de la Provincia Constitucional del Callao (cuyo campeón disputaba el ascenso a Segunda División) y de los departamentos de Amazonas y Huancavelica que no participaron en esta edición. A estos clubes se sumaron Alfonso Ugarte de Chiclín, FBC Melgar y Octavio Espinoza que descendieron del Campeonato Descentralizado 1966.

### Región Norte A
| Departamento | Club                | Ciudad   |
| ------------ | ------------------- | -------- |
| Cajamarca    | Deportivo Municipal | Jaén     |
| Lambayeque   | Juan Aurich         | Chiclayo |
| Piura        | Alianza Atlético    | Sullana  |
| Tumbes       | Sport Tumbes        | Tumbes   |

- Clasificado: Juan Aurich

### Región Norte B
| Departamento | Club              | Ciudad   |
| ------------ | ----------------- | -------- |
| Áncash       | América           | Samanco  |
| Huánuco      | León de Huánuco   | Huánuco  |
| La Libertad  | Alfonso Ugarte    | Chiclín  |
| La Libertad  | Sanjuanista       | Trujillo |
| Pasco        | Carlos Valdivieso | Atacocha |

- Clasificado: Alfonso Ugarte

### Región Oriente
| Departamento | Club           | Ciudad    |
| ------------ | -------------- | --------- |
| Loreto       | CNI            | Iquitos   |
| San Martín   | Atlético Belén | Moyobamba |

- Clasificado: CNI

### Región Centro
| Departamento | Club              | Ciudad   |
| ------------ | ----------------- | -------- |
| Ica          | Deportivo Huracán | Ica      |
| Ica          | Octavio Espinosa  | Ica      |
| Junín        | Unión Ocopilla    | Huancayo |
| Lima         | Oscar Berckemeyer | Huaral   |

- Clasificado: Octavio Espinoza

### Región Sur A
| Departamento  | Club              | Ciudad           |
| ------------- | ----------------- | ---------------- |
| Apurímac      | Atlético Libertad | Abancay          |
| Ayacucho      | Deportivo Inti    | Ayacucho         |
| Cusco         | Cienciano         | Cusco            |
| Madre de Dios | Sacachispas       | Puerto Maldonado |
| Puno          | Unión Carolina    | Puno             |

- Clasificado: Cienciano.

### Región Sur B
| Departamento | Club              | Ciudad   |
| ------------ | ----------------- | -------- |
| Arequipa     | FBC Melgar        | Arequipa |
| Arequipa     | Sportivo Huracán  | Arequipa |
| Moquegua     | Atlético Huracán  | Moquegua |
| Tacna        | Coronel Bolognesi | Tacna    |

- Clasificado: FBC Melgar

## Hexagonal final
| Pos. | Equipo           | PJ | PG | PE | PP | GF | GC | DG  | Pts |
| ---- | ---------------- | -- | -- | -- | -- | -- | -- | --- | --- |
| 1°   | Alfonso Ugarte   | 5  | 4  | 0  | 1  | 10 | 5  | +5  | 8   |
| 2°   | Octavio Espinosa | 5  | 3  | 1  | 1  | 10 | 6  | +4  | 7   |
| 3°   | Juan Aurich      | 5  | 3  | 1  | 1  | 8  | 6  | +2  | 7   |
| 4°   | FBC Melgar       | 5  | 2  | 1  | 2  | 10 | 3  | +7  | 5   |
| 5°   | CNI              | 5  | 0  | 2  | 3  | 6  | 17 | -11 | 2   |
| 6°   | Cienciano        | 5  | 0  | 1  | 4  | 4  | 11 | -7  | 1   |

|  | Campeón y ascenso a Primera |
|  | Ascenso a Primera           |
| \| Jor. \| Fecha \| Ciudad \| Local \| Score \| Visitante \| \| ---- \| ---------- \| ------ \| ---------------- \| ----- \| ---------------- \| \| 1 \| 14-05-1967 \| Lima \| Juan Aurich \| 3-1 \| Cienciano \| \| 1 \| 14-05-1967 \| Lima \| Alfonso Ugarte \| 1-0 \| FBC Melgar \| \| 1 \| 14-05-1967 \| Lima \| Octavio Espinosa \| 3-1 \| CNI \| \| 2 \| 18-05-1967 \| Lima \| FBC Melgar \| 8-0 \| CNI \| \| 2 \| 18-05-1967 \| Lima \| Alfonso Ugarte \| 2-0 \| Cienciano \| \| 2 \| 18-05-1967 \| Lima \| Octavio Espinosa \| 3-0 \| Juan Aurich \| \| 3 \| 21-05-1967 \| Lima \| Juan Aurich \| 2-2 \| CNI \| \| 3 \| 21-05-1967 \| Lima \| FBC Melgar \| 2-1 \| Cienciano \| \| 3 \| 21-05-1967 \| Lima \| Alfonso Ugarte \| 4-1 \| Octavio Espinosa \| \| 4 \| 25-05-1967 \| Lima \| CNI \| 1-1 \| Cienciano \| \| 4 \| 25-05-1967 \| Lima \| Octavio Espinosa \| 0-0 \| FBC Melgar \| \| 4 \| 25-05-1967 \| Lima \| Juan Aurich \| 2-0 \| Alfonso Ugarte \| \| 5 \| 28-05-1967 \| Lima \| Octavio Espinosa \| 3-1 \| Cienciano \| \| 5 \| 28-05-1967 \| Lima \| Juan Aurich \| 1-0 \| FBC Melgar \| \| 5 \| 28-05-1967 \| Lima \| Alfonso Ugarte \| 3-2 \| CNI \| |            |        |                  |       |                  |
| Jor. | Fecha      | Ciudad | Local            | Score | Visitante        |
| 1 | 14-05-1967 | Lima   | Juan Aurich      | 3-1   | Cienciano        |
| 1 | 14-05-1967 | Lima   | Alfonso Ugarte   | 1-0   | FBC Melgar       |
| 1 | 14-05-1967 | Lima   | Octavio Espinosa | 3-1   | CNI              |
| 2 | 18-05-1967 | Lima   | FBC Melgar       | 8-0   | CNI              |
| 2 | 18-05-1967 | Lima   | Alfonso Ugarte   | 2-0   | Cienciano        |
| 2 | 18-05-1967 | Lima   | Octavio Espinosa | 3-0   | Juan Aurich      |
| 3 | 21-05-1967 | Lima   | Juan Aurich      | 2-2   | CNI              |
| 3 | 21-05-1967 | Lima   | FBC Melgar       | 2-1   | Cienciano        |
| 3 | 21-05-1967 | Lima   | Alfonso Ugarte   | 4-1   | Octavio Espinosa |
| 4 | 25-05-1967 | Lima   | CNI              | 1-1   | Cienciano        |
| 4 | 25-05-1967 | Lima   | Octavio Espinosa | 0-0   | FBC Melgar       |
| 4 | 25-05-1967 | Lima   | Juan Aurich      | 2-0   | Alfonso Ugarte   |
| 5 | 28-05-1967 | Lima   | Octavio Espinosa | 3-1   | Cienciano        |
| 5 | 28-05-1967 | Lima   | Juan Aurich      | 1-0   | FBC Melgar       |
| 5 | 28-05-1967 | Lima   | Alfonso Ugarte   | 3-2   | CNI              |

|                                     |
| Alfonso Ugarte de Chiclín 1º título |